# Netwerk24
Netwerk24 en News24 (Engels voor Nieuws24) zijn twee verzamelnamen voor verschillende Zuid-Afrikaanse nieuwswebsites van Media24. News24 is beschikbaar in het Engels, hoewel er tussen 2000 en 2013 ook een Afrikaanstalige versie onder de naam Nuus24 en tussen 2011 en 2018 ook een Zoeloe-versie onder de naam Izindaba24 waren. Na het opheffen van het oorspronkelijke versie Nuus24 worden de Afrikaanstaligen in Zuid-Afrika bediend via Netwerk24. De websites zijn via het internet toegankelijk door middel van personal computers, DStv en mobiel internet. 
De websites begon in 2000 als Nuus24 met Afrikaanstalige nieuws, die door de redacties van de Afrikaanstalige kranten van Media24 bestuurd werd. Hier kwam later een Engelstalige website bij. Vanaf 2011 kwam hier een versie in het Zoeloe bij.

## News24
De belangrijkste nieuwsredacties van News24 zijn binnenlands nieuws (uit Zuid-Afrika), nieuws uit Afrika, wereldwijd nieuws, sportnieuws, wetenschap en entertainment. Ook biedt de website ruimte voor het inzenden van brieven, het plaatsen van blogs en heeft de website een vast gezelschap dat rubrieken publiceert op de site. 
Daarnaast heeft Media24 ook nog verschillende Engelstalige websites in News24 onder gebracht, waaronder:
- Fin24 (financiën, met tot in 2013 Sake24 als Afrikaanstalige variant)
- Ancestry24 (geschiedenis)
- Careers24 (carrière)
- Food24 (koken)
- GoTravel24 (reizen)
- Health24 (gezondheid)
- Property24 (makelaardij)
- Wheels24 (auto's)
- Women24 (vrouwen)
- Parent24 (ouderschap)

Ook onderhoudt de Engelstalige redactie van News24 de website van de krant City Press.
Na de sluiting van de Suid-Afrikaanse Persagentskap (het enige onafhankelijke nieuwsbureau in Afrika)  in 2015, begonnen News24, Izindaba24 en Netwerk24 hun eigen nieuwsbureau News24Wire, waarbij berichtgeving gratis wordt aangeboden aan digitale publicaties.
In 2015 werden alle regionale kranten Media24 gebundeld met News24 (voor de Engelstalige kranten) of Netwerk24 (voor de Afrikaanstalige kranten). Hierdoor is het enige verschil tussen News24 en Netwerk24 dat News24 gratis is en Netwerk24 een betaalmuur heeft.
Alle websites van News24 worden beheerd door 24.com, dat onderdeel is van Media24. Zij is lid van de Online Publishers Association (OPA).

## Nuus24/Netwerk24
Nuus24 was de oorspronkelijke, Afrikaanstalige versie. Nuus24 verzorgde ook het nieuws op de zakennieuwswebsite Sake24 en digitaliseerde het nieuws uit Afrikaanstalige kranten Beeld, Die Burger, Volksblad en de zondagskrant Rapport. Hiermee was Nuus24 de grootste Afrikaanstalige nieuwsdienst op het internet. 
Hoewel Nuus24 de best bezochte Afrikaanstalige nieuwswebsite was, werd Nuus24 op 1 juli 2013 gesloten, nadat de nieuwswebsites van de "landelijke" Afrikaanstalige dagbladen Beeld, Die Burger en Volksblad in april 2012 achter een betaalmuur waren verdwenen. De bezoekersaantallen van de websites van deze kranten (ook in handen van Media24) liepen terug ten gunste van Nuus24. Om het online verdienmodel van de kranten te waarborgen, besloot Media24 Nuus24 te sluiten. De gratis content bleef echter op de verschillende krantenwebsites beschikbaar onder de naam Nuusflitse.
In september 2014 werden de afzonderlijke websites van de Afrikaanstalige dagbladen (met uitzondering van Die Son en Die Republikein) opgeheven en samengevoegd in Netwerk24. Dit moest de Afrikaanstalige (betaalde) tegenhanger worden van het Engelstalige (gratis) News24. Op datzelfde moment werden de gratis websites van Sake24 en de zondagskrant Rapport gesloten. Door de content te bundelen, hoopte Media24 lezers sneller en beter te kunnen bedienen. Sindsdien is het niet meer mogelijk om gratis berichten te lezen op Netwerk24. 
Begin 2017 haalde de gratis nieuwswebsite Maroela Media Netwerk24 als meest bezochte Afrikaanstalige nieuwssite in. Daarop besloot Media24 al haar Afrikaanse tijdschriften en regionale gratis kranten online in Netwerk24 te integreren. Sindsdien zijn met een abonnement op Netwerk24 alle Afrikaanstalige kranten en tijdschriften online te lezen. Dit zijn onder meer:
- Huisgenoot (gezinsweekblad)
- Sarie (vrouwentijdschrift)
- Weg! (reistijdschrift)
- Landbouweekblad (landbouwweekblad)
- Kuier (vrouwentijdschrift)
- Tuis (huis-en-tuintijdschrift)
- Baba (ouderschapstijdschrift)
- Finweek (financieel weekblad)